# Станкевич Стелла Омелянівна
Станкевич Стелла Омелянівна (4 липня 1943, с. Ошихліби, Чернівецької області) — українська майстриня ділового одягу, заслужений працівник легкої промисловості України, генеральний директор ТДВ «Трембіта». 

## Життєпис
Станкевич Стелла Омелянівна народилася в невеличкому буковинському хуторі Ізвори, с. Ошихліби, Чернівецької області.
Свою трудову діяльність розпочала в сімнадцятирічному віці (1960) з швейної артілі, котра згодом увійшла до Чернівецького виробничого швейного об'єднання «Трембіта».
Працювала швачкою, резервним робітником, майстром. Одночасно навчалася в інституті легкої промисловості.
У 1970 році очолила цех, в якому працювало 500 робітників.
У 1974 році стала головним інженером підприємства — 5 тис. підлеглих.
З 1984 займає посаду генерального директора ВШО (ТДВ) «Трембіта».
Більшу частину свого життя Стелла Омелянівна присвятила розбудові підприємства. Завдяки її діловим якостям, вмінню ефективно керувати та приймати неординарні, сміливі рішення підприємству вдалося не лише вистояти у складних економічних умовах, а й динамічно розвиватися та зайняти одне з перших місць у промисловості країни.
Нині ТДВ «Трембіта» є сучасним, модернізованим підприємством. Технічний стан і технологічний рівень, якого відповідає вимогам європейських стандартів.

## Досягнення
Стелла Станкевич заслужений працівник легкої промисловості України, почесний громадянин міста Чернівці, голова ради підприємств м. Чернівці, занесена до Золотої книги ділової еліти України, Європейська асамблея бізнесу включила її в національний реєстр європейців.

## Нагороджена
- почесною грамотою Верховної Ради України «За особливі заслуги перед Українським народом»;

- дипломом «За заслуги у відродженні духовності в Україні та утвердженні Помісної Української Православної церкви»;

- дипломом і статуеткою «Лаври слави» та «Європейська якість»;

- лауреат конкурсу «Найкращий роботодавець 2000—2023 рр.»

- почесним орденом «Буковина» — за вагомий особистий внесок в розвиток АТ ВТ «Трембіта»

- дипломом «За ефективне проведення технічного переоснащення виробництва»;

- володарка «Кришталевого Рогу достатку»;

- лауреатка премії «Жінка ІІІ тисячоліття» в номінації «Рейтинг» (2017)

Подяки
- від Президента України;

- від Голови обласної державної податкової адміністрації;
- від ОКНП "Чернівецький обласний госпіталь ветеранів війни"
- від ГО "Учасників АТО"
- від 25 бригади ОГП ім. князя Аскольда Національної гвардії України
- від Командувача об'єднаних сил Збройних Сил України

Кавалер орденів та медалів
- «За заслуги» 2 та 3 ступенів;

- «орден Княгині Ольги»;

- «орден Христа Спасителя»;

- золота медаль «За ефективне управління»;
- медаль «На славу Чернівців»
- орден святої рівноапостольної княгині Ольги